# Comité olympique et sportif de Macao, Chine

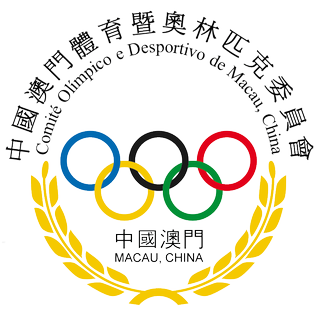
Logo du Comité Olympique et sportif de Macao.

Le Comité olympique et sportif de Macao, Chine (en anglais : Sports and Olympic Committee of Macau, China - en portugais : Comité Olímpico e Desportivo de Macau, China - en chinois : 中國澳門體育暨奧林匹克委員會) (code CIO MAC) est le comité national olympique de Macao fondé en 1987 alors que c'était une concession portugaise. Le comité olympique et sportif de Macao, Chine a été reconnu par le Conseil olympique d'Asie en décembre 1989, mais n'est toujours pas reconnu officiellement par le CIO.

### Sources
- (en) Cet article est partiellement ou en totalité issu de l’article de Wikipédia en anglais intitulé « Sports and Olympic Committee of Macau, China » (voir la liste des auteurs).